# Gervinus Petri
Gervinus Petri (latin: Gervinus Petri), död 1445, var en svensk munk av Birgittinorden i Vadstena kloster. Han var generalkonfessor vid klostret.

## Biografi
Gervinus Petri blev student i Paris och tog där baccalaureus in jure. Han var före 1414 föreståndare för Linköpingskollegiets hus i Linköping och blev 1414 canonicus i Linköping. Petri blev 15 december 1420 munk vid Vadstena kloster. Han blev 22 augusti 1426 generalkonfessor vid klostret. Petri gjorde 1426 en resta till Marienwalds kloster för att närvara i ett generalkapitel, samt för att återställa ordningen där. År 1430 resten han till Rom och stannade där till 1431. Petri närvarade vid kyrkomötet i Basel 1433–1436. År 1442 var han med på ett möte i Lödöse för att få ersättning av Abraham Broderssons arvingar. För de gods som Abraham Brodersson tagit från klostret. Petri lyckades att genomföra ersättningen. Petri avsade sig ämbetet som generalkonfessor 16 oktober 1443 och avled 1445.